# Gisbert Ter-Nedden
Gisbert Ter-Nedden (* 3. August 1940 in Potsdam; † 18. April 2014 in Bonn) war ein deutscher Germanist und Literaturwissenschaftler.

## Leben
Von 1960 bis 1967 studierte er Germanistik und Philosophie in Tübingen, Freiburg im Üechtland, Berlin und Bonn. Er war wissenschaftlicher Mitarbeiter Kurt Wölfels an der Universität Erlangen-Nürnberg, an der er 1970 mit einer Arbeit über Günter Grass und den modernen Geschichtsroman promovierte und sich 1981 im Fach Neuere deutsche Literaturgeschichte über Gotthold Ephraim Lessings Trauerspiele habilitierte. Von 1985 bis 2005 lehrte er auf der zweiten Professur für Germanistik/Neuere Literaturwissenschaft im Fachbereich für Erziehungs-, Geistes- und Sozialwissenschaften (ESGW) der Fernuniversität in Hagen. 
Sein Forschungsschwerpunkt war Gotthold Ephraim Lessing.

## Schriften (Auswahl)
- Das Problem des zeitkritischen Romans nach dem Historismus, eine Untersuchung zum Roman "Die Blechtrommel" von Günter Grass. 1973, OCLC 1014742298.
- Lessings Trauerspiele. Der Ursprung des modernen Dramas aus dem Geist der Kritik. Stuttgart 1986, ISBN 3-476-00583-6.
- Der fremde Lessing. Eine Revision des dramatischen Werks. Göttingen 2016, ISBN 3-8353-1969-8 (postum; Herausgeber: Robert Vellusig).